# Who See
Who See, také Who See Klapa, je černohorské hip hopové duo z Kotorského zálivu.

## Historie
Jeho členové jsou Dedduh (Dejan Dedović) z Kotoru a Noyz (Mario Đorđević) z města Herceg Novi. Skupina byla založena v roce 2002, kdy vyšla i jejich demo nahrávka Dim po dim. Svou kariéru započali, když jejich debutový singl vyšel na srbské hip hopové kompilaci Ulice vol.1. V roce 2007 skupina přestavila debutové album s názvem Sviranje kupcu. Na albu spolupracovali také Bad Copy, Škabo (Beogradski Sindikat), Hornsman Coyote (Eyesburn) a Rhino producent a MC z Podgorici. Podílel se na některých zvukových podobách skladeb, а dokonce měl celé album pod dohledem jako producent.
Who See byli také uvedeni v netradiční hip hopové verzi „Pozovite neke drolje“, s rappery Ajs Nigrutin a Prti Bee Gee. Také vystupovali jako otevírací akt na posledním koncertě Bad Copy v Bělehradě v červenci 2008. Byli zakládajícími členy největší hip hopové skupiny nazývané Bokeška Brigada ve spolupráci s umělci Woro (MC, beatboxer), Labia (MC) a Šenj (MC).
Singlem „Regeton Montenegro“ pokořili hitparády v celém jadranském regionu a drželi se 5 týdnů na čísle 1 v domácí (černohorské) hitparádě.

## Vystoupení na Refresh Festivale 2008
Who See dostali honorář za vystoupení na otevření Kotorského Refresh Festivalu 2008 v hip hop kategorii, 7. srpna. Otevřeli hip-hopové stage v Maximus discothèque, jejich pokus se uskutečnil v 00:00 místního času. Jejich výkon ukázal, že okamžitého úspěchu lze dosáhnout i za hranicemi Černé Hory. Vystoupení také úspěšně připravili pro své kolegy, srbského rappera Marčelo, vystoupení které bylo hodinu o vystoupení Who See.

## Sólová tvorba
Ve svém volném čase Dedduh a Noyz pracovali na svých vlastních sólových dílech. Dedduh nahrál singl „Kakav ćemo refren?“ se srbským rapperem Ajsem Nigrutinem. Noyz nahrál píseň „Niđe hedova masnija“ s Ajsem Nigrutinem a Timbem.

## Eurovision Song Contest 2013
RTCG oznámila v prosinci 2012, že Who See budou reprezentovat Černou Horu na Eurovision Song Contest 2013 v Malmö. Jejich píseň se jmenovala „Igranka“ a na Eurovizi vystoupili se zpěvačkou Ninou Žižić. Singl byl zazpíván v rámci prvního semifinále, ale nekvalifikoval se do finále.

## Diskografie

### Alba
- 2007: Sviranje kupcu
- 2012: Krš i drača
- 2014: Nemam ti kad
- 2017: Pamidore

### Singly
- 2007: „S kintom tanki“
- 2007: „Pješke polako“
- 2008: „Put pasat“
- 2009: „Kad se sjetim“
- 2010: „Rođen srećan“
- 2013: „Igranka“
- 2014: „Nemam Ti Kad“
- 2014: „Dinamida“
- 2016: „Sobe Zimmer Rooms“
- 2017: „Naselje“
- 2017: „Gaj Da Na Gas“
- 2019: „Dedovina“
- 2019: „Fusti Probleme“
- 2020: „Amo popit po pivo“
- 2020: „Ne bih se mijenja (Rootsinsession Remix)“
- 2020: „Idu dani“
- 2021: „Krivolov“
- 2021: „Vidi nane“